# یواس‌اس هوپستیل (اس‌پی-۱۹۱)
یواس‌اس هوپستیل (اس‌پی-۱۹۱) (به انگلیسی: USS Hopestill (SP-191)) یک کشتی بود که طول آن ۸۹ فوت (۲۷ متر) بود. این کشتی در سال ۱۹۱۶ ساخته شد.